# Jean Bouffartigue
Jean Bouffartigue (* 16. Juli 1939 in Fontainebleau; † 28. Februar/1. März 2013) war ein französischer Gräzist.
1959 trat Bouffartigue in die École Normale Supérieure ein. Nach dieser Ausbildung begann er seine Karriere an der Faculté des Lettres de Dijon als assistant von 1964 bis 1968. Von 1968 bis 1991 ist er Maître-assistant, dann Maître de conférences an der Universität Paris X Nanterre. Mit einer umfangreichen Dissertation über Kaiser Julian erwarb er das Doctorat d’État. Anschließend war er von 1991 bis 2005 ebenda Professor für Altgriechisch. Zudem war er chercheur im CNRS (Leiter der UMR C 7113 mit dem Titel Textes, images et monuments de l’Antiquité au haut Moyen Âge).
Bouffartigues Schriften weisen ihn als profunden Kenner der griechischen Spätantike, der Kultur, des Denkens und der Philosophie in den ersten fünf nachchristlichen Jahrhunderten aus. Er übersetzte unter anderem Porphyrios’ Schrift Über die Enthaltsamkeit und einen Teil der Kirchengeschichte des Theodoret.

## Schriften (Auswahl)
- mit Michel Patillon: Porphyre, De l’Abstinence. Tome 1 und 2. Les Belles Lettres, Paris 1977 und 1979.
- L’Empereur Julien et la culture de son temps (= Collection des Études Augustiniennes, Série Antiquité. Band 133). Collection des Études Augustiniennes, Paris 1992, ISBN 2-85121-127-7 (Thèse de Doctorat d’État).
- mit Pierre Canivet, Annick Martin, Luce Pietri, Françoise Thelamon: Théodoret, Histoire Ecclésiastique, livres I et II (= Sources Chrétiennes Bd. 501). Paris 2006.